# In Concert (Coe-Horler-Creese-Album)
In Concert ist ein Jazzalbum von Tony Coe, John Horler und Malcolm Creese. Die am 22. März 1997 in der St. Georges Church, Brandon Hill, Bristol, entstandenen Aufnahmen erschienen 1997 auf dem Label Audio-B.

## Hintergrund
In den 1990er-Jahren hatte Tony Coe sowohl in Kontinentaleuropa (u. a. mit Franz Koglmann, etwa auf O Moon My Pin-Up) als auch in Großbritannien gearbeitet, mit Musikern und Bandprojekten wie Corin Curschellas, The Lonely Bears (mit Tony Hymas, Hugh Burns, Terry Bozzio) und The Melody Four, u. a. mit Lol Coxhill und Steve Beresford. 1995 trat Coe mit John Horler (Piano), Dave Horler (Ventilposaune) und Malcolm Creese (Bass) und Allan Ganley (Schlagzeug) im The Royal Hotel in St. Helier auf der Kanalinsel Jersey auf; der Mitschnitt erschien dann auf dem Album Blue Jersey. Im März 1997 kamen Creese, Coe und John Horler erneut zu einem gemeinsamen Konzertauftritt zusammen, diesmal in Bristol. Neben zwei Kompositionen Horlers spielten sie Jazzstandards wie „Body and Soul“, „Dearly Beloved“ und „You Stepped Out of a Dream“.

## Titelliste

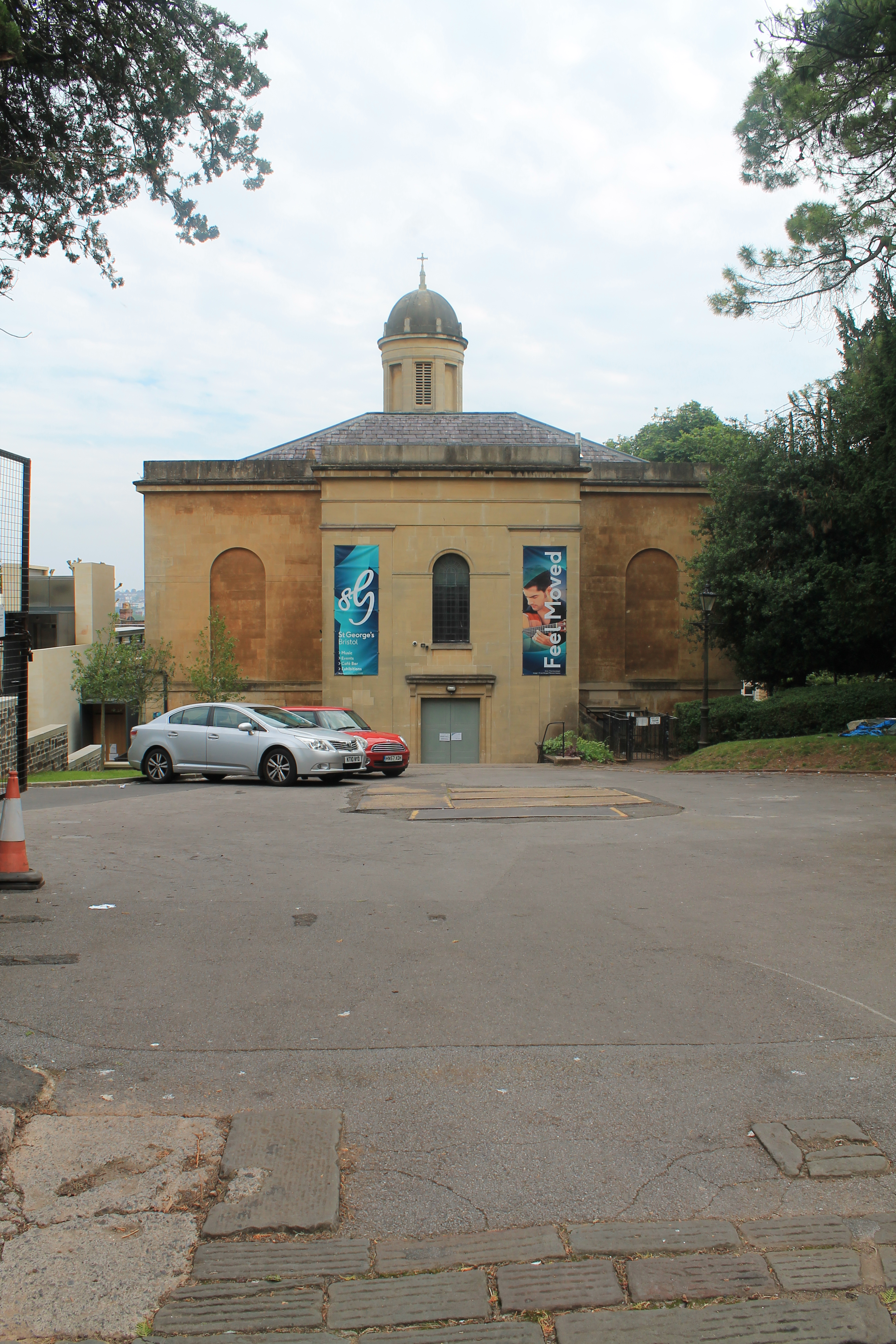
Die Church of St George, Brandon Hill, in der das Konzert 1997 stattfand

- Tony Coe, John Horler & Malcolm Creese: In Concert (ab CDs  ABCD 6)[1]

1. Waltz (John Horler) 8:56
2. Blue Rose (Duke Ellington) 9:42
3. Re: Person I Knew (Bill Evans) 6:07
4. Dearly Beloved (Jerome David Kern, Johnny Mercer) 7:28
5. Body and Soul (Heyman, Eyton, Green, Sour) 9:09
6. You Stepped Out of a Dream (Gus Kahn, Nacio Herb Brown) 10:48
7. Minor Dance (John Horler) 12:56

## Rezeption
Die Kritiker Richard Cook & Brian Morton verliehen dem Album im Penguin Guide to Jazz die Höchstbewertung und schrieben, ohne Schlagzeuger und ohne zweites Blasinstrument würde Tony Coe auf ideale Weise zur Geltung kommen, und er tue dies mit nahezu perfekten Versionen von „Body and Soul“ und „Re: Person I Knew“, die selbst Gelegenheitshörer sicher erkennen werden, und einer schönen Version von „You Stepped Out to a Dream“. Der Kirchenbau von St. George’s sorge für eine warme Akustik und Horlers Klavier werde dadurch ausgezeichnet wiedergegeben. Creese klinge jedes Mal kommunikativer, wenn man ihn hört, und er bringe eine robuste Präsenz sowohl in Balladen als auch in Up-Tempo-Nummern ein.